# ۶۱۳ (خورشیدی)
۶۱۳ ششصد و سیزدهمین سال هجری خورشیدی است.